# 艾拉華特阿拉克斯足球會
艾拉華特阿拉克斯足球會，是位於亞美尼亞亞拉拉特州市的一家已解散的職業足球會。
球會成立於1960年，當時名為FC艾拉華特（FC Ararat），代表亞拉拉特鎮。隨著亞美尼亞的獨立，Ararat Cement Factory於1993年接管FC Ararat，球隊更名為艾拉華特達斯文（FC Tsement Ararat）。他們在亞美尼亞超級足球聯賽奪得兩次冠軍，第一次是在1998年以達斯文（Tsement）的名義，第二次是在2000年以艾拉華特阿拉克斯的名義；1999年，Tsement以兩分之差將冠軍拱手讓給舒拉克，最終屈居艾拉華特獲得聯賽第三位。2000年底主席亞伯拉罕巴巴揚（Abraham Babayan）無法為球會提供資金而賣盤宣佈解散球隊。
一年後，球會再次重組參加甲組聯賽，但2005年再一次宣佈解散球隊。

## 球隊榮譽
- 亞美尼亞超級足球聯賽：

 冠軍 (2)：1998, 2000
- 亞美尼亞盃：

 冠軍 (2)：1998, 1999
- 亞美尼亞超級盃：

 冠軍 (1)：1998

## 歐洲賽成績
| 賽季      | 賽事           | 階段         | 對賽球會 | 首回合 | 次回合 | 總比數 |  |
| --------- | -------------- | ------------ | -------- | ------ | ------ | ------ |  |
| 1998–99   | 歐洲盃賽冠軍盃 | 外圍賽       | 洛桑體育 | 1–5    | 1–2    | 2–7    |  |
| 1999–2000 | 歐洲聯賽冠軍盃 | 外圍賽第一圈 | 薩基列斯 | 0–2    | 0–3    | 0–5    |  |
| 2000      | 歐洲足協圖圖盃 | 第一圈       | 捷克     | 1–2    | 0–1    | 1–3    |  |
| 2001–02   | 歐洲聯賽冠軍盃 | 外圍賽第一圈 | 舒列夫   | 0–1    | 0–2    | 0–3    |  |